# مارك جونسون (لاعب كريكت)
مارك جونسون (23 أبريل 1958 في المملكة المتحدة - ) (بالإنجليزية: Mark Johnson)‏ هو لاعب كريكت بريطاني. لعب مع نادي مقاطعة يوركشاير للكريكت ‏.